# Moriaphila testacea
Moriaphila testacea är en skalbaggsart som beskrevs av Renaud Maurice Adrien Paulian 1990. Moriaphila testacea ingår i släktet Moriaphila och familjen Cetoniidae. Inga underarter finns listade i Catalogue of Life.